# Список об'єктів Світової спадщини ЮНЕСКО в Сенегалі
Список об'єктів Світової спадщини ЮНЕСКО у Сенегалі станом на 2017 рік налічує 7 об'єктів, що становить приблизно 0,7 % загальної кількості об'єктів Світової спадщини у світі (981 станом на 2013 рік).
З 7 пам'яток, що перебувають під охороною ЮНЕСКО: 
- 5 об'єктів культурного типу (критерії i-vi),
- 2 об'єкти природного  типу (критерії vii-x).

## Пояснення до списку
У таблицях нижче об'єкти розташовані у хронологічному порядку їх додавання до списку Світової спадщини ЮНЕСКО.
Кольорами у списку позначено:

## Розташування об'єктів
| Острів Горе Національний парк Ніоколо-Коба Національний пташиний парк Джудж Острів Сен-Луї Мегалітичні кільця Сенегамбії Дельта Салума Край бассаріclass=notpageimage\| Об'єкти Світової спадщини ЮНЕСКО на мапі Сенегалу |

## Список
| № | Зображення | Назва | Розташування                       | Час створення   | Рік внесення до списку     | №                                                   | Критерії   |
| - | ---------- | --- | ---------------------------------- | --------------- | -------------------------- | --------------------------------------------------- | ---------- |
| 1 |            | Острів Горе (фр. Île de Gorée)                                                                                         | Регіон Дакар                       | XV-XIX століття | 1978                       | 26 [Архівовано 24 грудня 2018 у Wayback Machine.]   | vi         |
| 2 |            | Національний парк Ніоколо-Коба (фр. Parc national du Niokolo-Koba)                                                     | Регіон Кедугу                      | 1926            | 1981 (під загрозою з 2007) | 153 [Архівовано 24 грудня 2018 у Wayback Machine.]  | x          |
| 3 |            | Національний пташиний парк Джудж (фр. Parc national des oiseaux du Djoudj)                                             | Регіон Сен-Луї                     | 1971            | 1981                       | 25 [Архівовано 24 грудня 2018 у Wayback Machine.]   | vii, x     |
| 4 |            | Місто-острів Сен-Луї (фр. Île de Saint-Louis)                                                                          | Регіон Сен-Луї                     | XVII століття   | 2000                       | 956 [Архівовано 24 грудня 2018 у Wayback Machine.]  | ii, iv     |
| 5 |            | Кам'яні кола в Сенегамбії (фр. Cercles mégalithiques de Sénégambie)                                                    | Регіон Каолак (Спільно з Гамбією ) | —               | 2006                       | 1226 [Архівовано 24 грудня 2018 у Wayback Machine.] | i, iii     |
| 6 |            | Дельта Салума (фр. Delta du Saloum)                                                                                    | Регіон Фатік                       | —               | 2011                       | 1359 [Архівовано 24 грудня 2018 у Wayback Machine.] | iii, iv, v |
| 7 |            | Край бассарі: культурні ландшафти бассарі, фула та бедік (фр. Pays Bassari: paysages culturels Bassari, Peul et Bédik) | Регіон Кедугу                      | —               | 2012                       | 1407 [Архівовано 24 грудня 2018 у Wayback Machine.] | iii, v, vi |

## Розташування кандидатів
| Аеропосталь Острів Карабан Сільська архітектура нижньої Касаманки Національний парк островів Мадлен Кургани Секеену Рожеве озеро Старе місто Руфіськclass=notpageimage\| Об'єкти Світової спадщини ЮНЕСКО на мапі Сенегалу |

## Попередній список
Попередній список — це перелік важливих культурних і природних об'єктів, що пропонуються включити до Списку всесвітньої спадщини. Станом на 2013 рік урядом Сенегалу запропоновано внести до переліку об'єктів Світової спадщини ЮНЕСКО ще 8 об'єктів. Їхній повний перелік наведено у таблиці нижче.
| № | Зображення | Назва | Розташування                       | Час створення   | Рік внесення до списку | №                                                   | Критерії            |
| - | ---------- | --- | ---------------------------------- | --------------- | ---------------------- | --------------------------------------------------- | ------------------- |
| 1 |            | Аеропосталь (фр. L'Aéropostale) | Регіон Сен-Луї                     | 1925            | 2005                   | 2072 [Архівовано 28 квітня 2014 у Wayback Machine.] | культурний критерій |
| 2 |            | Острів Карабан (фр. L'île de Carabane) | Регіон Зігіншор                    | XIX століття    | 2005                   | 2075 [Архівовано 28 квітня 2014 у Wayback Machine.] | культурний критерій |
| 3 |            | Сільська архітектура нижньої Касаманки: імплювії королівства Бандіаля (фр. Architecture rurale de Basse-Casamance: Les cases à impluvium du royaume Bandial) | Регіон Зігіншор                    | —               | 2005                   | 2076 [Архівовано 28 квітня 2014 у Wayback Machine.] | культурний критерій |
| 4 |            | Національний парк островів Мадлен (фр. Parc National des îles de la Madeleine)                                                                               | Регіон Дакар                       | 1976            | 2005                   | 2077 [Архівовано 28 квітня 2014 у Wayback Machine.] | змішаний критерій   |
| 5 |            | Зупинки на річці Сенегал (фр. Les Escales du Fleuve Sénégal)                                                                                                 | Регіони Сен-Луї, Матам, Тамбакунда | XVII століття   | 2005                   | 2078 [Архівовано 28 квітня 2014 у Wayback Machine.] | культурний критерій |
| 6 |            | Кургани Секеену (фр. Les tumulus de Cekeen) | Регіон Діурбель                    | XI століття     | 2005                   | 2079 [Архівовано 28 квітня 2014 у Wayback Machine.] | культурний критерій |
| 7 |            | Рожеве озеро (фр. Le Lac Rose) | Регіон Дакар                       | —               | 2005                   | 2080 [Архівовано 3 грудня 2010 у Wayback Machine.]  | змішаний критерій   |
| 8 |            | Старе місто Руфіськ (фр. Le Vieux Rufisque) | Регіон Дакар                       | XV-XIX століття | 2005                   | 2081 [Архівовано 28 квітня 2014 у Wayback Machine.] | культурний критерій |